# The Beyoncé Experience
The Beyoncé Experience é a segunda  turnê mundial da cantora americana Beyoncé para promover seu segundo álbum de estúdio B'Day, de 2006.
A turnê teve inicio no dia 10 de Abril de 2007, em Tóquio e a ultima apresentação aconteceu no dia 12 de Novembro de 2007, em Taipei. Ao todo foram 97 apresentações que aconteceram em países da Europa, América do Norte, Ásia, Oceania e África.

## Shows de abertura
- Chris Brown (Austrália)
- Lemar (Europa)
- Katy Shotter (Reino Unido e algumas datas na América do Norte)
- Robin Thicke  (datas selecionadas na América do Norte)
- Sean Kingston  (datas selecionadas na América do Norte)
- Pekaso (Filipinas)

## Lista de músicas
- Intro Queen Bee fanfare

1. "Crazy in Love" (contém trechos de "Crazy")
2. "Freakum Dress"
3. "Green Light"
  - Jazz Throwdown (Instrumental Interlude)
4. "Baby Boy" (contém o Reggae medley: "Murder She Wrote", "Lost Ones" and "Ring the Alarm")
5. "Work It Out"
6. "Naughty Girl"
7. "Me, Myself and I"
8. "Dangerously in Love" (contém trechos de "He Loves Me (Lyzel in E Flat)") 
  - Cops and Robbers (Dance Interlude) (contém trechos de "Party Like a Rockstar", "Wipe Me Down", "A Bay Bay" and "Throw Some D's")
9. Destiny's Child Medley
  1. "Independent Women Part 1"
  2. "Bootylicious"
  3. "No, No, No"
  4. "Bug A Boo" (H-Town Screwed Down Mix) 
  5. "Say My Name"
  6. "Jumpin' Jumpin'"
  7. "'03 Bonnie & Clyde (Beyoncé's Prince Mix)
  8. "Survivor"
10. "Speechless"
  - Band Jam (Instrumental Interlude)
11. "Suga Mama"
12. "Upgrade U"
13. "Ring the Alarm"
14. "Check on It"
15. "Irreplaceable"
16. "Dreamgirls Medley"
17. "Listen"
  - Bumble Bee (Video Interlude)
18. "Get Me Bodied"
19. "Déjà Vu"

- Intro Queen Bee fanfare

1. "Crazy in Love" (contém trechos de "Crazy")
2. "Freakum Dress"
3. "Green Light"
  - Jazz Throwdown (Instrumental Interlude)
4. "Baby Boy" (contém o Reggae medley: "Murder She Wrote", "Lost Ones" and "Ring the Alarm")
5. "Beaultiful Liar"
6. "Naughty Girl"
7. "Me, Myself and I"
  - Dangerously in Love (Dance Interlude)
8. "Dangerously In Love" (contém trechos de "He Loves Me (Lyzel in E Flat)")
9. "Flaws And All"
  - Cops and Robbers (Dance Interlude) (contém trechos de "Party Like a Rockstar", "Wipe Me Down", "A Bay Bay" and "Throw Some D's")
10. Destiny's Child Medley
  1. "Independent Women Part 1"
  2. "Bootylicious"
  3. "No, No, No"
  4. "Bug A Boo" (H-Town Screwed Down Mix) 
  5. "Bills, Bills, Bills"
  6. "Cater 2 U"
  7. "Say My Name"
  8. "Jumpin' Jumpin'"
    - Soldier Intro

  9. "Soldier"
  10. "Survivor"
11. "Speechless"
  - Jailhouse Confessions (Dance Interlude)
12. "Ring The Alarm"
13. "Suga Mama"
14. "Upgrade U"
15. "'03 Bonnie & Clyde" (Beyoncé's Prince Mix)
16. "Check on It"(Special tour version)
17. "Get Me Bodied"
18. "Welcome to Hollywood" (Video Interlude)
19. "Diamonds are a Girl's Best Friend/Dreamgirls Medley
20. "Listen
21. "Irreplaceable
  - Encore/Bassist Break
22. "Déjà Vu "

- Intro Queen Bee fanfare

1. "Crazy in Love" (contém trechos de "Crazy")
2. "Freakum Dress"
3. "Green Light"
  - Jazz Throwdown (Instrumental Interlude)
4. "Baby Boy" (contém o Reggae medley: "Murder She Wrote", "Lost Ones" and "Ring the Alarm")
5. "Beaultiful Liar"
6. "Naughty Girl"
7. "Me, Myself and I"
  - Dangerously in Love (Dance Interlude)
8. "Dangerously In Love" (contém trechos de "He Loves Me (Lyzel in E Flat)")
9. "Flaws And All"
  - Cops and Robbers (Dance Interlude) (contém trechos de "Party Like a Rockstar", "Wipe Me Down", "A Bay Bay" and "Throw Some D's")
10. Destiny's Child Medley
  1. "Independent Women Part 1"
  2. "Bootylicious"
  3. "No, No, No"
  4. "Bug A Boo" (H-Town Screwed Down Mix) 
  5. "Bills, Bills, Bills"
  6. "Cater 2 U"
  7. "Say My Name"
  8. "Jumpin' Jumpin'"
  9. "Soldier" (contém trechos de "Crank That (Soulja Boy)")
  10. "Survivor"
11. "Speechless"
  - Jailhouse Confessions (Dance Interlude)
12. "Ring The Alarm"
13. "Suga Mama"
14. "Upgrade U"
15. "'03 Bonnie & Clyde" (Beyoncé's Prince Mix)
16. "Check on It"(Special tour version)
17. "Déjà Vu"
  - Band Jam (Instrumental Interlude)
  - Bumble Bee (Video Interlude)
18. "Get Me Bodied" (Extended Mix)
19. "Welcome to Hollywood" (Video Interlude)
20. "Deena/Dreamgirls Medley
21. "Listen"
22. "Irreplaceable"

- Intro Queen Bee fanfare

1. "Crazy in Love" (contém trechos de "Crazy")
2. "Freakum Dress"
3. "Green Light"
  - Jazz Throwdown (Instrumental Interlude)
4. "Baby Boy" (contém o Reggae medley: "Murder She Wrote", "Lost Ones" and "Ring the Alarm")
5. "Beaultiful Liar"
6. "Naughty Girl"
7. "Me, Myself and I"
  - Dangerously in Love (Dance Interlude)
8. "Dangerously In Love" (contém trechos de "He Loves Me (Lyzel in E Flat)") 
  - Cops and Robbers (Dance Interlude) (contém trechos de "Party Like a Rockstar", "Wipe Me Down", "A Bay Bay" and "Throw Some D's")
9. Destiny's Child Medley
  1. "Independent Women Part 1"
  2. "Bootylicious"
  3. "No, No, No"
  4. "Bug A Boo" (H-Town Screwed Down Mix) 
  5. "Bills, Bills, Bills"
  6. "Cater 2 U"
  7. "Say My Name"
  8. "Jumpin' Jumpin'"
  9. "Soldier" (contém trechos de "Crank That (Soulja Boy)")
  10. "Survivor"

  - Jailhouse Confessions (Dance Interlude)
10. "Ring The Alarm"
11. "Upgrade U"
12. "Check on It"(Special tour version)
13. "Déjà Vu"
14. "Welcome to Hollywood" (Video Interlude)
15. "Deena/Dreamgirls Medley
16. "Listen"
17. "Irreplaceable"

## Datas
| Data                   | Cidade          | País           | Local                            |
| ---------------------- | --------------- | -------------- | -------------------------------- |
| Europa                 |                 |                |                                  |
| 10 de Abril de 2007    | Tóquio          | Japão          | Tokyo Dome                       |
| 11 de Abril de 2007    | Osaka           | Japão          | Osaka-Jo Hall                    |
| 12 de Abril de 2007    | Osaka           | Japão          | Osaka-Jo Hall                    |
| 14 de Abril de 2007    | Nagoya          | Japão          | Aichi Prefectural Gymnasium      |
| Austrália              |                 | Japão          |                                  |
| 21 de Abril de 2007    | Sydney          | Austrália      | Acer Arena                       |
| 22 de Abril de 2007    | Brisbane        | Austrália      | Brisbane Entertainment Centre    |
| 24 de Abril de 2007    | Adelaide        | Austrália      | Adelaide Entertainment Centre    |
| 25 de Abril de 2007    | Melbourne       | Austrália      | Rod Laver Arena                  |
| 26 de Abril de 2007    | Sydney          | Austrália      | Acer Arena                       |
| Europa                 |                 |                |                                  |
| 30 de Abril de 2007    | Frankfurt       | Alemanha       | Festhalle                        |
| 1 de Maio de 2007      | Stuttgart       | Alemanha       | Hanns-Martin-Schleyer-Halle      |
| 3 de Maio de 2007      | Estocolmo       | Suécia         | Stockholm Globe Arena            |
| 4 de Maio de 2007      | Hamar           | Noruega        | Vikingskipet                     |
| 5 de Maio de 2007      | Aalborg         | Dinamarca      | Gigantium                        |
| 7 de Maio de 2007      | Munique         | Alemanha       | Olympiahalle                     |
| 8 de Maio de 2007      | Viena           | Áustria        | Wiener Stadthalle                |
| 9 de Maio de 2007      | Zurique         | Suíça          | Hallenstadion                    |
| 10 de Maio de 2007     | Milão           | Itália         | Fila Forum                       |
| 12 de Maio de 2007     | Halle           | Alemanha       | Gerry Weber Stadion              |
| 13 de Maio de 2007     | Berlim          | Alemanha       | Max-Schmeling-Halle              |
| 14 de Maio de 2007     | Hamburgo        | Alemanha       | Color Line Arena                 |
| 16 de Maio de 2007     | Paris           | França         | Palais Omnisports de Paris-Bercy |
| 17 de Maio de 2007     | Oberhausen      | Alemanha       | König Pilsener Arena             |
| 18 de Maio de 2007     | Roterdã         | Holanda        | The Ahoy                         |
| 19 de Maio de 2007     | Antuérpia       | Bélgica        | Sportpaleis                      |
| 24 de Maio de 2007     | Lisboa          | Portugal       | Pavilhão Atlântico               |
| 26 de Maio de 2007     | Madrid          | Espanha        | Palacio de Deportes              |
| 27 de Maio de 2007     | Barcelona       | Espanha        | Palau Sant Jordi                 |
| 29 de Maio de 2007     | Marselha        | França         | Le Dôme de Marseille             |
| 30 de Maio de 2007     | Lyon            | França         | Halle Tony Garnier               |
| 1 de Junho de 2007     | Birmingham      | Inglaterra     | National Exhibition Centre       |
| 2 de Junho de 2007     | Londres         | Inglaterra     | Wembley Arena                    |
| 3 de Junho de 2007     | Londres         | Inglaterra     | Wembley Arena                    |
| 5 de Junho de 2007     | Cardiff         | País de Gales  | Cardiff International Arena      |
| 6 de Junho de 2007     | Nottingham      | Inglaterra     | Trent FM Arena Nottingham        |
| 7 de Junho de 2007     | Manchester      | Inglaterra     | Manchester Evening News Arena    |
| 9 de Junho de 2007     | Dublin          | Irlanda        | The Point                        |
| 10 de Junho de 2007    | Dublin          | Irlanda        | The Point                        |
| América do Norte       |                 |                |                                  |
| 6 de Julho de 2007     | Nova Orleans    | Estados Unidos | Louisiana Superdome              |
| 7 de Julho de 2007     | Memphis         | Estados Unidos | FedExForum                       |
| 8 de Julho de 2007     | St. Louis       | Estados Unidos | Scottrade Center                 |
| 11 de Julho de 2007    | Monterrey       | México         | Arena Monterrey                  |
| 13 de Julho de 2007    | Dallas          | Estados Unidos | American Airlines Center         |
| 14 de Julho de 2007    | Houston         | Estados Unidos | Toyota Center                    |
| 15 de Julho de 2007    | San Antonio     | Estados Unidos | AT&T Center                      |
| 18 de Julho de 2007    | Nashville       | Estados Unidos | Sommet Center                    |
| 20 de Julho de 2007    | Atlanta         | Estados Unidos | Philips Arena                    |
| 21 de Julho de 2007    | Tampa           | Estados Unidos | St. Pete Times Forum             |
| 22 de Julho de 2007    | Ft. Lauderdale  | Estados Unidos | BankAtlantic Center              |
| 24 de Julho de 2007    | Orlando         | Estados Unidos | Amway Arena                      |
| 27 de Julho de 2007    | Hampton         | Estados Unidos | Hampton Coliseum                 |
| 28 de Julho de 2007    | Raleigh         | Estados Unidos | RBC Center                       |
| 29 de Julho de 2007    | Charlotte       | Estados Unidos | Charlotte Bobcats Arena          |
| 31 de Julho de 2007    | Albany          | Estados Unidos | Times Union Center               |
| 1 de Agosto de 2007    | Uncasville      | Estados Unidos | Mohegan Sun Arena                |
| 3 de Agosto de 2007    | East Rutherford | Estados Unidos | Continental Airlines Arena       |
| 4 de Agosto de 2007    | Nova Iorque     | Estados Unidos | Madison Square Garden            |
| 5 de Agosto de 2007    | Nova Iorque     | Estados Unidos | Madison Square Garden            |
| 8 de Agosto de 2007    | Baltimore       | Estados Unidos | 1st Mariner Arena                |
| 9 de Agosto de 2007    | Washington, DC  | Estados Unidos | Verizon Center                   |
| 10 de Agosto de 2007   | Filadélfia      | Estados Unidos | Wachovia Center                  |
| 11 de Agosto de 2007   | Atlantic City   | Estados Unidos | Mark G. Etess Arena              |
| 12 de Agosto de 2007   | Boston          | Estados Unidos | TD Banknorth Garden              |
| 14 de Agosto de 2007   | Montreal        | Canadá         | Bell Centre                      |
| 15 de Agosto de 2007   | Toronto         | Canadá         | Air Canada Centre                |
| 17 de Agosto de 2007   | Detroit         | Estados Unidos | The Palace of Auburn Hills       |
| 18 de Agosto de 2007   | Chicago         | Estados Unidos | United Center                    |
| 19 de Agosto de 2007   | Cleveland       | Estados Unidos | Quicken Loans Arena              |
| 22 de Agosto de 2007   | Denver          | Estados Unidos | Pepsi Center                     |
| 24 de Agosto de 2007   | Phoenix         | Estados Unidos | US Airways Center                |
| 25 de Agosto de 2007   | Las Vegas       | Estados Unidos | MGM Grand Garden Arena           |
| 26 de Agosto de 2007   | San Diego       | Estados Unidos | Cox Arena at Aztec Bowl          |
| 28 de Agosto de 2007   | Fresno          | Estados Unidos | Save Mart Center                 |
| 30 de Agosto de 2007   | Stateline       | Estados Unidos | Harveys Outdoor Arena            |
| 31 de Agosto de 2007   | Oakland         | Estados Unidos | Oracle Arena                     |
| 1 de Setembro de 2007  | Anaheim         | Estados Unidos | Honda Center                     |
| 2 de Setembro de 2007  | Los Angeles     | Estados Unidos | Staples Center                   |
| 7 de Setembro de 2007  | Vancouver       | Canadá         | GM Place                         |
| 8 de Setembro de 2007  | Portland        | Estados Unidos | Rose Garden                      |
| 10 de Setembro de 2007 | Boise           | Estados Unidos | Taco Bell Arena                  |
| 11 de Setembro de 2007 | Spokane         | Estados Unidos | Spokane Veterans Memorial Arena  |
| 13 de Setembro de 2007 | Edmonton        | Canadá         | Rexall Place                     |
| 14 de Setembro de 2007 | Saskatoon       | Canadá         | Credit Union Centre              |
| 15 de Setembro de 2007 | Winnipeg        | Canadá         | MTS Centre                       |
| Europa                 |                 |                |                                  |
| 17 de Outubro de 2007  | Moscou          | Rússia         | Olimpiysky                       |
| África                 |                 |                |                                  |
| 20 de Outubro de 2007  | Addis Ababa     | Etiópia        | Millennium Hall                  |
| Europa                 |                 |                |                                  |
| 22 de Outubro de 2007  | Cluj-Napoca     | Roménia        | Stadionul Ion Moina              |
| Ásia                   |                 |                |                                  |
| 27 de Outubro de 2007  | Bombaim         | Índia          | MMRDA Grounds                    |
| 30 de Outubro de 2007  | Bangkok         | Tailândia      | Impact Arena                     |
| 1 de Novembro de 2007  | Jakarta         | Indonésia      | JITEC Arena                      |
| 3 de Novembro de 2007  | Cotai           | Macau          | Venetian Arena                   |
| 5 de Novembro de 2007  | Shanghai        | China          | Shanghai Indoor Stadium          |
| 7 de Novembro de 2007  | Manila          | Filipinas      | Fort Bonifacio                   |
| 9 de Novembro de 2007  | Seul            | Coreia do Sul  | Olympic Gymnastics Arena         |
| 10 de Novembro de 2007 | Seul            | Coreia do Sul  | Olympic Gymnastics Arena         |
| 12 de Novembro de 2007 | Taipei          | Taiwan         | Zhongshan Soccer Stadium         |

## Equipe
- Vocal/dançarina: Beyoncé

Banda Suga Mama
- Guitarra: BiBi McGill
- Baixo: Debbie 'Divinity' Walker 'Roxx'

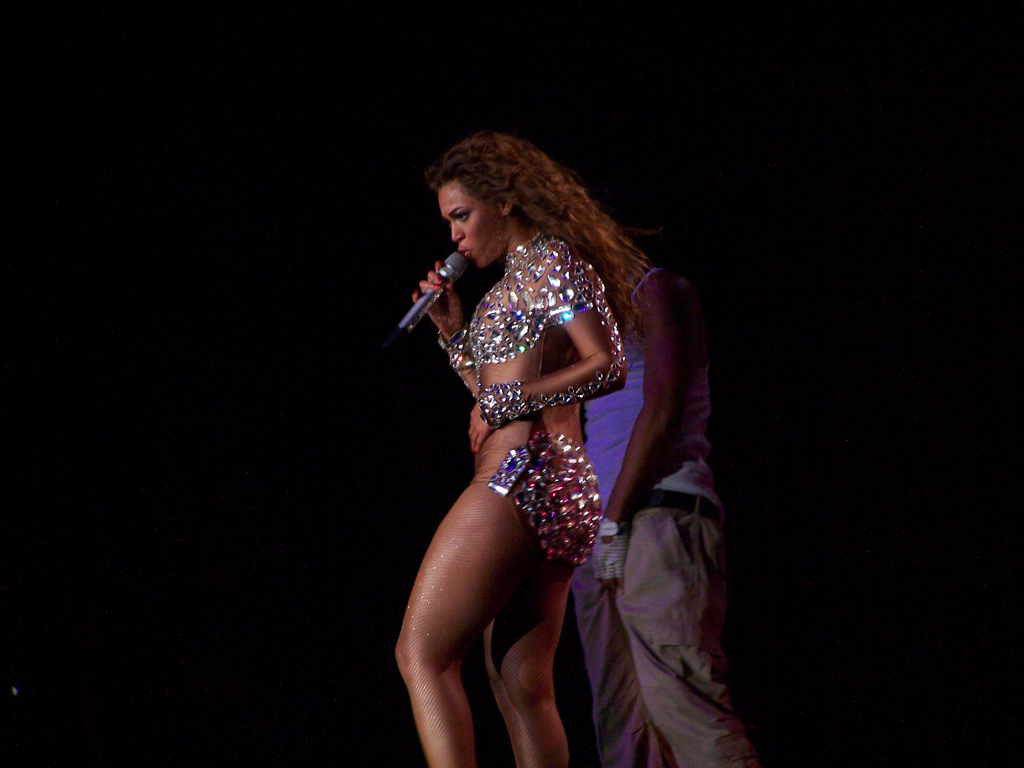
Beyoncé dançando "Bug a Boo" em Barcelona.

- Bateria: Nikki Glaspie / Kimberly Thompson
- Teclado: Brittani Washington / Rie Tsuji
- Percussão: Marciella Chapa
- Tenor Saxofone: Katty Rodriguez-Harrold
- Alto Saxofone: Tia Fuller
- Trumpeta: Crystal Torres

Backing Vocals The Mamas
- Crystal A. Collins
- Montina Cooper
- Tiffany Riddick

Dançarinos
- Anthony Burrell
- Milan Dillard
- Tyrell Washington
- Byron Carter
- Clifford McGhee
- Dana Foglia
- Heather Morris
- Yanira Marin
- Jamie Overla
- Ashley Everett
- Mykal Bean

Produção
- Concepção & Encenação: Beyoncé / Kim Burse / Frank Gatson Jr.
- Coreografia: Frank Gatson Jr. / Jovon Pavielle / Danielle Polanco
- Figurino: Tina Knowles / House of Deréon / Giorgio Armani / Versace / Elie Saab / Herve Leger
- Gerencia: Alan Floyd